# Campiglossa aeneostriata
Campiglossa aeneostriata är en tvåvingeart som först beskrevs av Munro 1935.  Campiglossa aeneostriata ingår i släktet Campiglossa och familjen borrflugor. Inga underarter finns listade.